# Dinotoperla cherylae
Dinotoperla cherylae is een steenvlieg uit de familie Gripopterygidae. De wetenschappelijke naam van de soort werd voor het eerst geldig gepubliceerd in 2019 door Theischinger en Mynott.